# Tears for Fears
Tears for Fears là một ban nhạc pop rock người Anh được thành lập tại Bath vào năm 1981 bởi Curt Smith và Roland Orzabal. Ban nhạc này được thành lập sau khi ban nhạc đầu tiên của họ giải thể, nhóm chịu ảnh hưởng của mod, Tears for Fears được liên kết với các ban nhạc synth-pop của những năm 1980 và đạt được thành công trên bảng xếp hạng quốc tế như một phần của Second British Invasion.